# Hedebygade
Hedebygade er en gade på Vesterbro i København, der går fra Tøndergade til Enghavevej. Gaden er en sidegade, der hovedsageligt er præget af etageejendomme. Omtrent halvvejs er der en lille fredeliggjort sidegade med beplantning og cykelstativer. Oprindelig hed gaden Lille Enghavevej, men i 1904 blev navnet ændret til Hedebygade efter Hedeby, der var en stor handelsby i Sydslesvig i vikingetiden.
Forfatteren Tove Ditlevsen (1917-1976) havde sit barndomshjem i baghuset nr. 30A og har beskrevet sin fattige og barske opvækst i området i flere værker, blandt andet i romanen Barndommens gade fra 1943. I 1991 fik Tove Ditlevsens Plads, der ligger tæt på krydset mellem Hedebygade og Enghavevej, navn efter hende.
For- og baghusene til nr. 24-24A og 26-26A fra 1886 og 28, 28A, 30 og 30A fra 1884 blev fredet i 1997. Begrundelsen var at der var tale om karakteristisk boligbyggeri i de københavnske brokvarterer fra slutningen af 1800-tallet, og hvor lejlighedsplaner, trappeopgange og porte i vid udstrækning var blevet bevaret.